# Luke Davies
Luke Davies (Sydney, 1962) è un poeta, scrittore e sceneggiatore australiano.

## Filmografia
- Paradiso + Inferno (Candy), regia di Neil Armfield (2006)
- Reclaim - Prenditi ciò che è tuo, regia di Alan White (2014)
- Life, regia di Anton Corbijn (2015)
- Lion - La strada verso casa, regia di Garth Davis (2016)
- Beautiful Boy, regia di Felix Van Groeningen (2018)
- Catch-22 – miniserie TV (2019)
- Angel of Mine, regia di Kim Farrant (2019)
- Notizie dal mondo (News of the World), regia di Paul Greengrass (2020)

## Premi e riconoscimenti
Premio Oscar
- 2017 - Candidatura alla migliore sceneggiatura non originale per Lion - La strada verso casa

Premio BAFTA
- 2017 - Migliore sceneggiatura non originale per Lion - La strada verso casa